# Filip Berg
Filip Niclas Berg (Danderyd, 2 ottobre 1986) è un attore svedese.
È conosciuto soprattutto per il ruolo di Sebbe nel film Effetti pericolosi.

## Filmografia parziale
- Mr. Ove (En man som heter Ove), regia di Hannes Holm (2015)
- Trouble (Strul), regia di Jon Holmberg (2024)